# Joseph Batangdon
Joseph Batangdon (* 29. Juli 1978 in Yaoundé) ist ein ehemaliger kamerunischer Leichtathlet, der sich auf den Sprint spezialisiert hat. 2003 wurde er Vizehallenweltmeister im 200-Meter-Lauf und im Jahr darauf siegte er über diese Distanz bei den Afrikameisterschaften in Brazzaville.

## Sportliche Laufbahn
Erste internationale Erfahrungen sammelte Joseph Batangdon vermutlich im Jahr 1999, als er bei den Weltmeisterschaften in Sevilla mit 20,70 s im Viertelfinale im 200-Meter-Lauf ausschied und mit der kamerunischen 4-mal-100-Meter-Staffel mit neuem Landesrekord von 39,25 s nicht über den Vorlauf hinauskam. Anschließend gewann er bei den Afrikaspielen in Johannesburg in 20,37 s die Silbermedaille über 200 Meter hinter dem Nigerianer Francis Obikwelu. Im Jahr darauf belegte er bei den Afrikameisterschaften in Algier in 10,49 s den vierten Platz im 100-Meter-Lauf und gewann über 200 Meter in 20,31 s die Silbermedaille hinter dem Ghanaer Aziz Zakari. Anschließend nahm er an den Olympischen Sommerspielen in Sydney teil und schied dort mit 10,52 s und 20,55 s jeweils im Viertelfinale über 100 und 200 Meter aus. Zudem kam er mit der Staffel mit 39,63 s nicht über den Vorlauf hinaus. 2001 schied er bei den Hallenweltmeisterschaften in Lissabon mit 21,43 s im Halbfinale über 200 Meter aus und im Juli gewann er bei den Spielen der Frankophonie in Ottawa in 20,75 s die Bronzemedaille hinter dem Mauritier Stéphan Buckland und Oumar Loum aus dem Senegal. Anschließend schied er bei den Weltmeisterschaften in Edmonton mit 20,66 s im Halbfinale über 200 Meter aus und kam mit der Staffel mit 39,29 s nicht über den Vorlauf hinaus. Im Jahr darauf schied er bei den Commonwealth Games in Manchester mit 10,37 s im Halbfinale über 100 Meter aus und belegte in 20,36 s den siebten Platz über 200 Meter. Anschließend gelangte er bei den Afrikameisterschaften in Radès mit 20,47 s auf Rang vier. 
2003 gewann er bei den Hallenweltmeisterschaften in Birmingham in 20,76 s die Silbermedaille über 200 Meter hinter dem Briten Marlon Devonish und feierte damit seinen größten sportlichen Erfolg. Im August schied er bei den Freiluftweltmeisterschaften in Paris mit 20,81 s im Viertelfinale über 200 Meter aus und wurde mit der 4-mal-100-Meter-Staffel im Vorlauf disqualifiziert. Daraufhin belegte er bei den Afrikaspielen in Abuja in 21,06 s den sechsten Platz über 200 Meter und wurde mit der Staffel in 39,94 s Vierter. Im Jahr darauf belegte er bei den Hallenweltmeisterschaften in Budapest in 21,16 s den vierten Platz über 200 Meter und im Juli siegte er über diese Distanz in 20,46 s bei den Afrikameisterschaften in Brazzaville und sicherte sich im Staffelbewerb in 39,87 s gemeinsam mit Emmanuel Ngom Priso, Idrissa Adam und Alain Olivier Nyounai die Bronzemedaille hinter den Teams aus Nigeria und Südafrika. Anschließend nahm er erneut an den Olympischen Sommerspielen in Athen teil und ging dort im 
Viertelfinale über 200 Meter nicht mehr an den Start. Daraufhin belegte er beim IAAF World Athletics Final in Monaco in 20,95 s den siebten Platz. 2005 gewann er bei den erstmals ausgetragenen Islamic Solidarity Games in Mekka in 20,73 s die Silbermedaille hinter Hamed Hamadan al-Bishi aus Saudi-Arabien. Anschließend schied er bei den Weltmeisterschaften in Helsinki mit 21,38 s im Viertelfinale aus. 2008 belegte er bei den Afrikameisterschaften in Addis Abeba in 21,24 s den sechsten Platz über 200 Meter und gewann mit der Staffel in 40,60 s gemeinsam mit Idrissa Adam, François Belinga und Alain Olivier Nyounai die Bronzemedaille hinter den Teams aus Südafrika und Ghana. Im Jahr darauf belegte er bei den Spielen der Frankophonie in Beirut in 40,07 s den fünften Platz im Staffelbewerb, ehe er seine aktive sportliche Karriere 2011 im Alter von 33 Jahren beendete.

## Persönliche Bestleistungen
- 100 Meter: 10,19 s (0,0 m/s), 12. Juni 2002 in Bordeaux
  - 60 Meter (Halle): 6,83 s, 15. Februar 2004 in Karlsruhe
- 200 Meter: 20,31 s (+0,8 m/s), 17. September 1999 in Johannesburg (kamerunischer Rekord)
  - 200 Meter (Halle): 20,47 s, 2. März 2003 in Clermont-Ferrand (kamerunischer Rekord)
- 400 Meter: 46,50 s, 16. Juni 1996 in Nogent-sur-Marne